# Gewerkschaft Bau-Holz
Die Gewerkschaft Bau-Holz (GBH) ist eine Teilgewerkschaft des Österreichischen Gewerkschaftsbundes (ÖGB).

## Geschichte

### Gründungsjahre (1867 bis 1918)
Im Jahre 1867 wurde der erste Vorläufer der GBH gegründet. Er trug den Namen „Fachverein der Vergolder, Maler und Anstreicher“, aus dieser entwickelt sich, am 8. September 1868 der „Fachverein der Maurer- und Steinmetzgehilfen Wiens“. Nur ein Jahr später überreichte der Abgeordnete Bernhard Roser dem Österreichischen Reichstag eine Petition, die die Gewährung des Koalitionsrechts, die Aufhebung der Zwangsgenossenschaft und die Einstellung der Sonntagsarbeit zum Ziel hatte. Diese Petition war zunächst erfolgreich, allerdings folgte 1870 ein schwerer Rückschlag, da um den Weihnachtstag des Jahres 1869, während einer großen Demonstration, Mitglieder des „Fachvereins der Maurer- und Steinmetzgehilfen Wiens“ verhaftet und zu massiven Kerkerstrafen verurteilt wurden. Außerdem wurden alle Fachvereine per Gesetz aufgelöst.
Dies führte zu heftigen Reaktionen vonseiten der Arbeiter, die die Machthaber schließlich dazu zwang, eine Neugründung unter dem Namen „Gewerbeverein der Maurer und Steinhauer“ zu erlauben. In diese Zeit fiel auch der erste österreichische Holzarbeitertag. Gesamtgesellschaftlich ereigneten sich ebenfalls großes, so führte der Börseneinbruch 1873 zu Massenarbeitslosigkeit und massiver Armut. Doch aus dieser Krise ging die Arbeiterschaft gestärkt hervor. Der erste Bauarbeiterkongress beauftragte eine gewählte Gruppe die Fusionierung aller Bauarbeiterverbände in Österreich voranzubringen. Bei den Bauarbeitern ging dies schneller, doch 1893 zogen auch die Holzarbeiter nach und stimmten der Zentralisierung zu. 1904 konnte der erste Kollektivvertrag vereinbart werden.

### Die GBH in der ersten Republik (1914 bis 1934)
Nach Ende des Ersten Weltkrieges traten die Verbände der Dachdecker, Zimmerer, Maler und Anstreicher dem Verband der Bauarbeiter bei. Den Holzarbeitern schlossen sich die Drechsler, Bildhauer, Gießer und Stuckateure an. Die diktatorische Herrschaft des Dollfuß-Regimes setzte die gesamten Gewerkschaftsbewegung massiv unter Druck.

### Die GBH im Untergrund und Krieg (1934 bis 1945)
Auf Befehl von Dollfuß wurden alle sozialdemokratischen bzw. sozialistischen Organisationen, zu denen man auch die Gewerkschaften zählte, verboten.
Nach Ende des Zweiten Weltkrieges wurde die Möglichkeit genutzt sich neu zu bilden und so fusionierten die Bau- und Holzarbeiter zur GBH.

### Die GBH in der zweiten Republik (1945 bis heute)
Am 13. April 1945 kam das Bekenntnis zu einer für alle Fraktionen geformte Gewerkschaft auf, manifestiert in dem Namen Österreichischer Gewerkschaftsbund. Es konnten mannigfaltige Fortschritte erzielt werden, allerdings nicht ohne Widerstand z. B. Bekämpfung der Winterarbeitslosigkeit und die Zurverfügungstellung von Budgetmitteln zur Ankurbelung der Baukonjunktur, Erringung eines Urlaubszuschusses, Beschluss des Arbeiter-Abfertigungsgesetzes etc.

## Vorsitzende der GBH nach 1945
| Name            | von        | bis           |
| --------------- | ---------- | ------------- |
| Johann Böhm     | April 1945 | November 1945 |
| Franz Novy      | 1945       | 1949          |
| Franz Olah      | 1949       | 1957          |
| Karl Flöttl     | 1957       | 1967          |
| Hans Böck       | 1967       | 1976          |
| Roman Rautner   | 1978       | 1986          |
| Josef Hesoun    | 1986       | 1994          |
| Johann Driemer  | 1994       | 2006          |
| Johann Holper   | 2006       | 2011          |
| Josef Muchitsch | 2011       | aktuell       |